# Upton (Somerset West and Taunton)
Upton – wieś w Anglii, w hrabstwie Somerset, w dystrykcie (unitary authority) Somerset. Leży 75 km na południowy zachód od miasta Bristol i 237 km na zachód od Londynu. W 2001 miejscowość liczyła 165 mieszkańców.